# Una domenica d'estate
Una domenica d'estate è un film del 1962 diretto da Giulio Petroni.